# Aszód–Balassagyarmat–Ipolytarnóc-vasútvonal
Az Aszód–Balassagyarmat–Ipolytarnóc-vasútvonal a MÁV 78-as számú vonala. A Galga folyó völgyében haladó vasút a Cserhátot észak–déli irányban szeli át. Egyvágányú, Galgamácsáig villamosított vasútvonal Magyarország északi részén Pest és Nógrád vármegyében.
A Balassagyarmat–Ipolytarnóc vonalszakasz egyike a 2023-ban leállított személyforgalmú vasútvonalaknak és vonalszakaszoknak.

## Fekvése
A vonal kezdőpontja menetrendi szempontból Aszód (a 80a vasútvonalból ágazik ki), forgalmi szempontból Galgamácsa. Menetrendi szempontból északnyugati irányba Galgamácsáig közös nyomvonalon halad a villamosított, egyvágányú, 77-es számú Vácrátóti vonallal. Galgamácsától letér az Aszód–Vácrátót-vasútvonal nyomvonaláról: északnak veszi az irányt, és a Cserháton keresztül, a Galga völgyében halad végig, majd Szügy megállóhely után éri el Balassagyarmatot. Innentől keleti, majd északkeleti irányba az Ipoly völgyében vezet tovább Ipolytarnócig. A vasútvonal itt átvezet Szlovákiába, de jelenleg nincs rajta nemzetközi személyforgalom. Lásd: Losonc–Kalonda-vasútvonal. Ezenkívül még Nógrádszakálnál van egy tehervonatok által használt kiágazás Nagykürtös felé.

## Története
A vasútvonal első szakaszának építése már 1891-ben felmerült (a közgyűlésen Beniczky Árpád tiszteletbeli főjegyző adta elő), de segélyezését Pestvármegye törvényhatósága ekkor még az érintett települések kevés anyagi hozzájárulására hivatkozva elutasította.
Az Aszód–Balassagyarmat szakaszt a 210 méter hosszú becskei alagúttal 1896. szeptember 13-án, a Balassagyarmat–Ipolytarnóc–Losonc vonalszakaszt pedig 1896. december 1-jén  adta át a forgalomnak a Nógrádvármegyei HÉV. A trianoni békeszerződés után az Ipolytarnóc és Losonc közötti szakasz Csehszlovákiához került, majd annak felbomlása után Szlovákiához. Itt jelenleg csak árufuvarozás bonyolódik. A vasútvonalhoz kapcsolódó Nagykürtös–Nógrádszakál vonal ugyanis Magyarországon keresztül biztosítja a szlovákiai Nagykürtös vasúti kapcsolatát a szlovák vasúthálózattal (Losonccal).
Ehhez hasonló korridorvasutat találhatunk Sopronnál, ahol a ma osztrák területen fekvő Sopronkeresztúr vasútállomás felől a vonatok Sopronon keresztül tudnak csak továbbmenni Bécsújhely, vagy Ebenfurt irányába. A korridorvonat ilyen esetben a szomszéd ország felségterületének számított, a magyarországi határőrök sem szállíthattak le róla senkit.
2023 júniusában heves esőzések súlyosan alámosták és megrongálták a vasúti pályát Nógrádszakál állomás környékén. A vonalszakaszon a vihar után nem indult újra a személyforgalom, 2023. augusztus 1-étől pedig hivatalosan is vonathelyettesítő autóbuszok közlekednek Balassagyarmat és Ipolytarnóc között.

## Pálya
| Kezdőpont      | Végpont        | Táv (km) | Sebesség (km/h) |
| -------------- | -------------- | -------- | --------------- |
| Aszód          | Galgamácsa     | 9,8      | 80              |
| Galgamácsa     | Nógrádkövesd   | 23,1     | 60              |
| Nógrádkövesd   | Balassagyarmat | 26,2     | 50              |
| Balassagyarmat | Ipolytarnóc    | 40,3     | 40              |

## Galéria

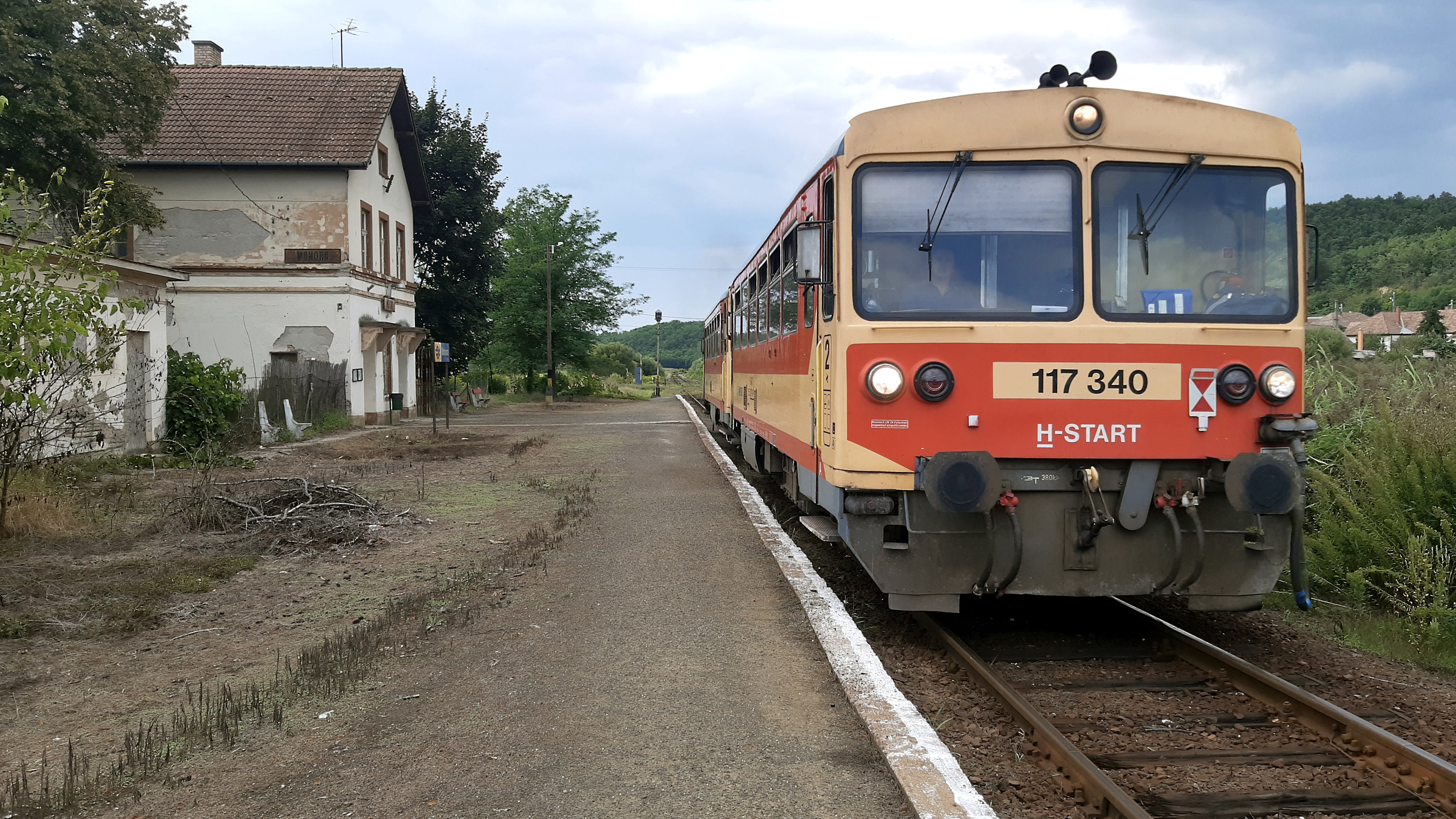
Személyvonat Mohorán
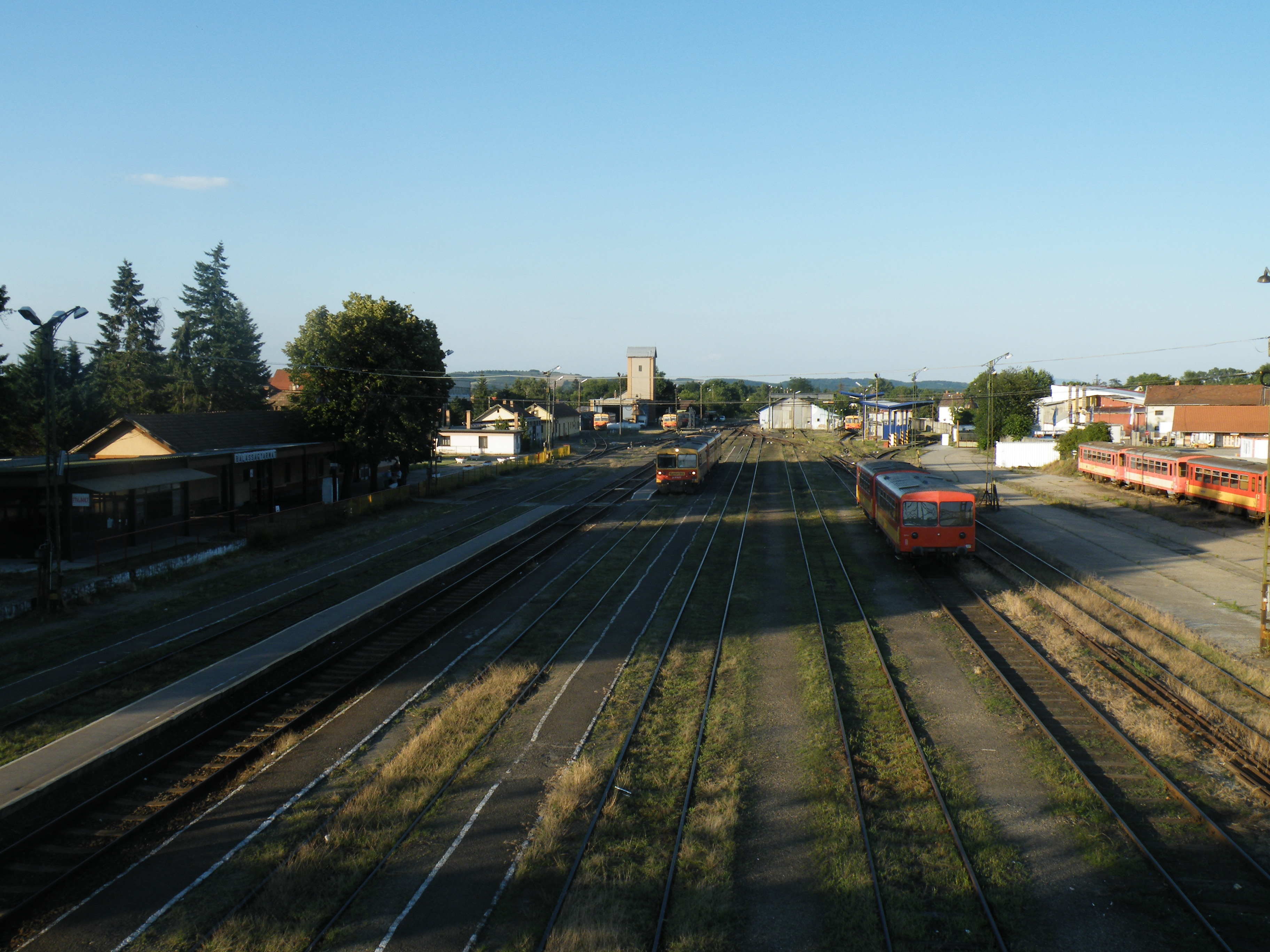
Balassagyarmat
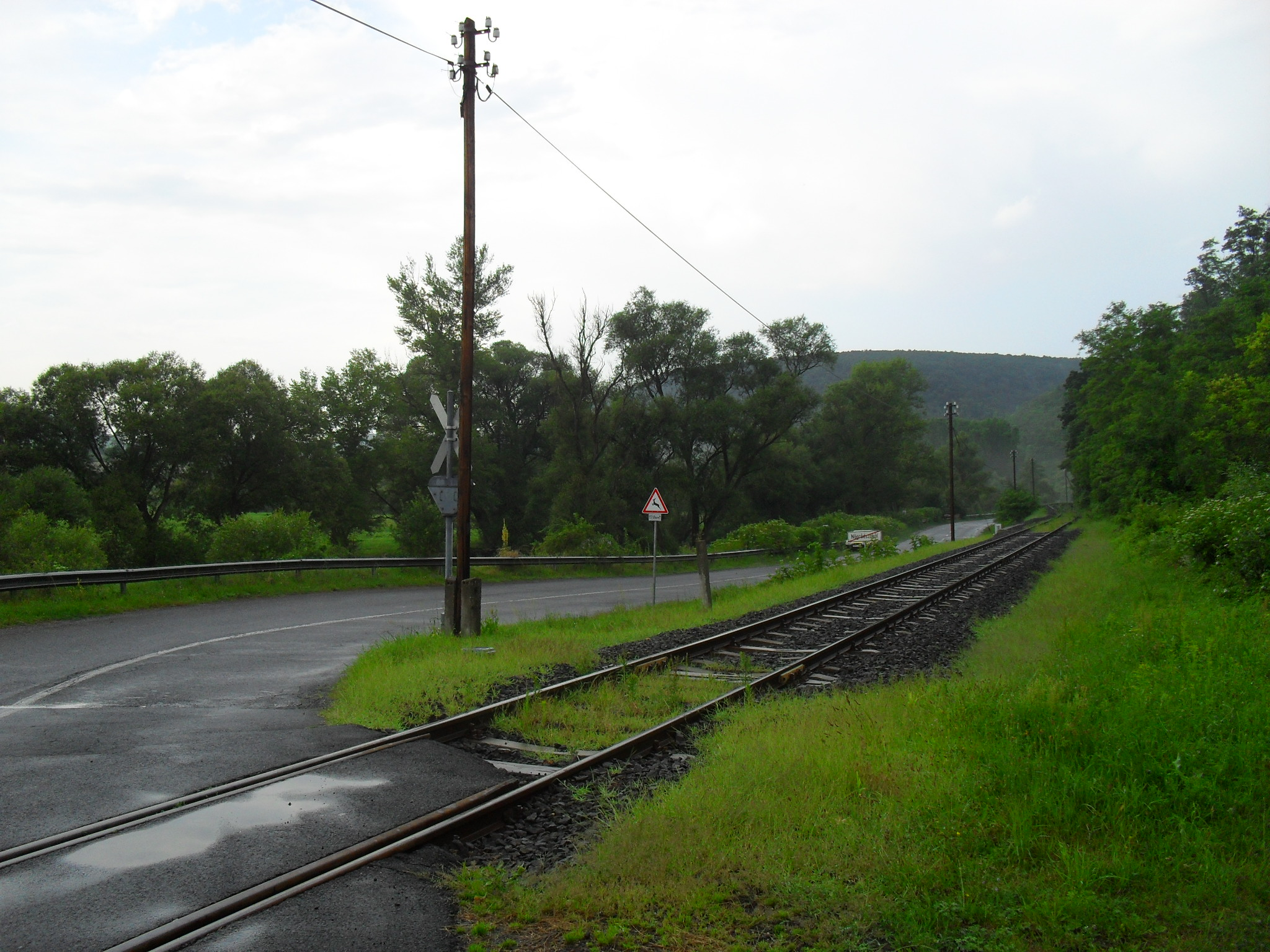
Pályarészlet Nógrádszakál határában
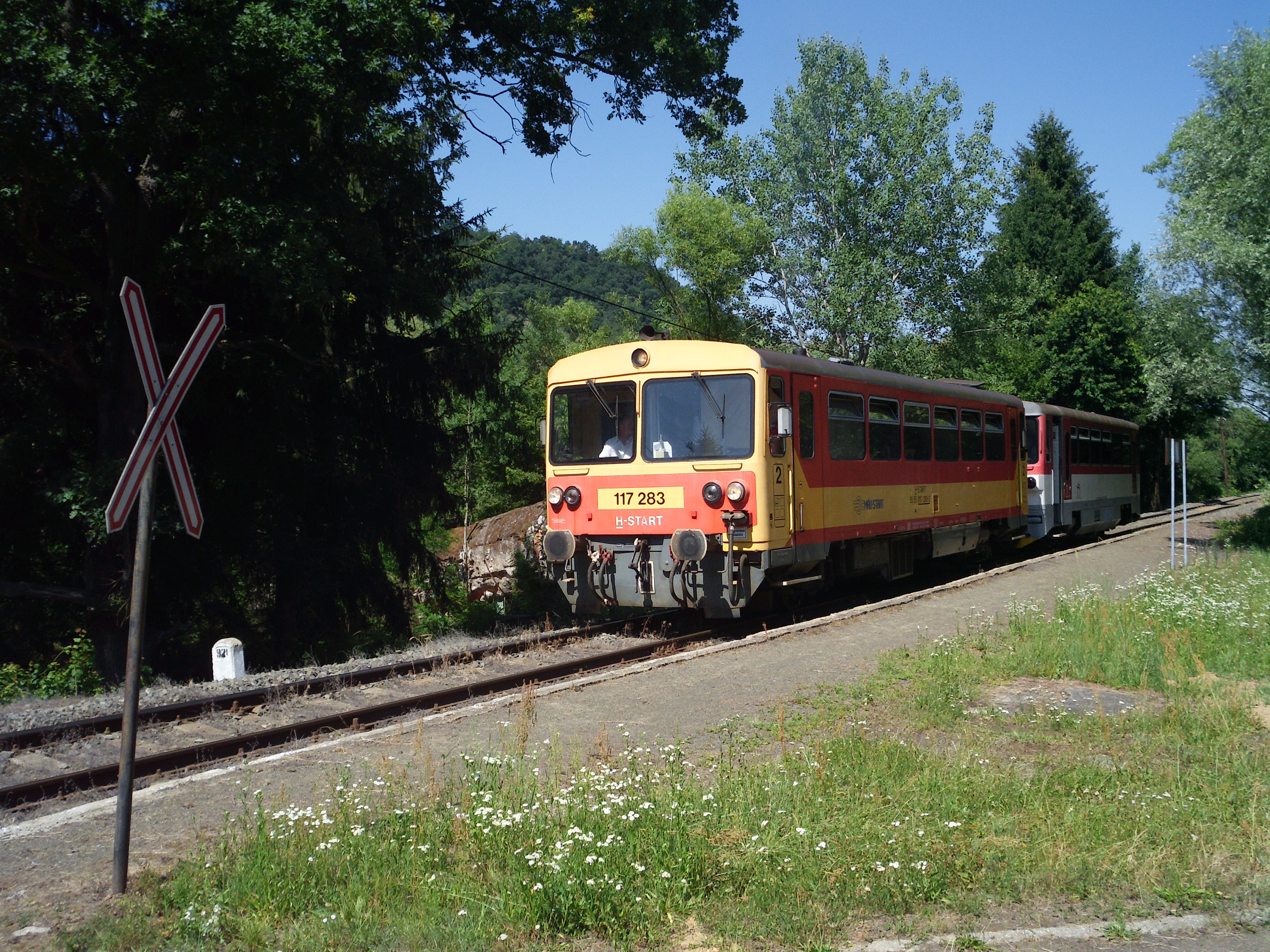
Vegyes csatolású személyvonat Ráróspusztán
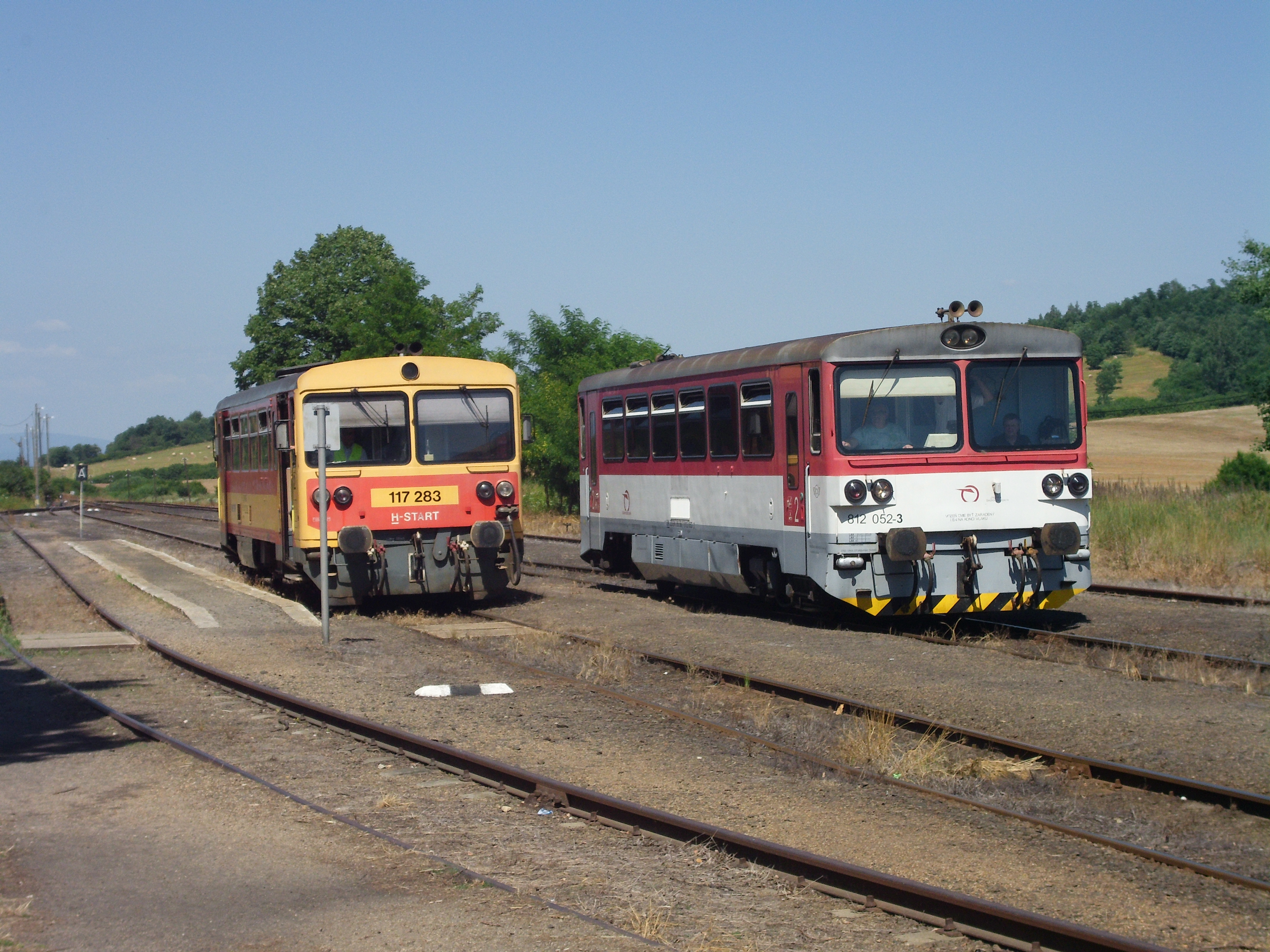
Bzmot és 812-es motorkocsi Ipolytarnócon
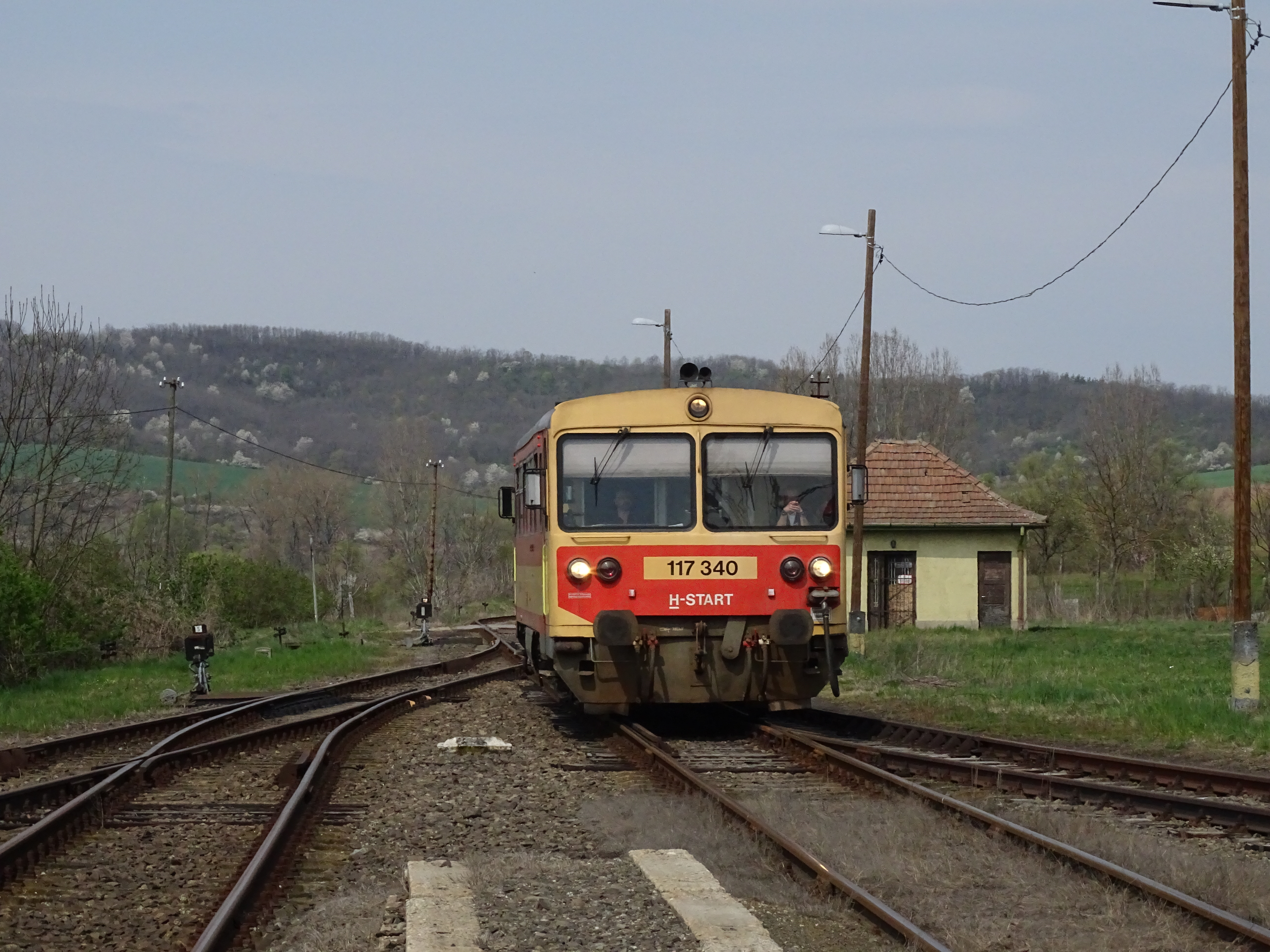
Bzmot személyvonat érkezik Nógrádszakál állomásra

## Járatok
| 1  | Balassagyarmat végállomás | S750 , S790                                               |
| 2  | Szügy                     |                                                           |
| 3  | Mohora                    |                                                           |
| 4  | Magyarnándor              |                                                           |
| 5  | Becske alsó               |                                                           |
| 6  | Nógrádkövesd              |                                                           |
| 7  | Galgaguta                 |                                                           |
| 8  | Acsa-Erdőkürt             |                                                           |
| 9  | Püspökhatvan              |                                                           |
| 10 | Galgagyörk                |                                                           |
| 11 | Galgamácsa                |                                                           |
| 12 | Iklad-Domony felső        |                                                           |
| 13 | Iklad-Domony              |                                                           |
| 14 | Aszód végállomás          | S80 , G80 , Z80 , személyvonat, InterRégió, expresszvonat |

| 1 | Balassagyarmat végállomás | S750 , S780 |
| 2 | Őrhalom                   |             |
| 3 | Hugyag                    |             |
| 4 | Szécsény                  |             |
| 5 | Ludányhalászi             |             |
| 6 | Nógrádszakál              |             |
| 7 | Ráróspuszta               |             |
| 8 | Litke                     |             |
| 9 | Ipolytarnóc végállomás    |             |

## Balesetek
2015. augusztus 16-án, kevéssel fél kilenc után történt, amikor az egyvágányú pályán a Balassagyarmat felé közlekedő Bzmot motorvonat viszonylag alacsony sebességnél (a sebességkorlátozás ezen a szakaszon 60 km/h, amely a fékezés hatására az egyik vonatnál 23, a másiknál 28 km/h-ra csökkent) frontálisan ütközött az Aszód felé haladó, szintén Bzmot által kiszolgált személyvonattal. A galgagutai vasúti baleset a 2015-ös év egyik legsúlyosabb közlekedési balesete volt Magyarországon.